# Freeman Patterson
Pour les articles homonymes, voir Patterson.
Freeman Patterson, C.M., (né le 25 septembre 1937) est un photographe canadien, originaire de Kingston, au Nouveau-Brunswick. Il est l'un des photographes canadiens les plus connus. Il a fondé une école de photographie et publié plusieurs livres. Il a remporté plusieurs prix nationaux et internationaux; il est fait membre de l'ordre du Canada en 1985.